# Nyctalus montanus
Nyctalus montanus là một loài động vật có vú trong họ Dơi muỗi, bộ Dơi. Loài này được Barrett-Hamilton mô tả năm 1906.